# Yasuda zaibatsu
Yasuda (安田財閥, Yasuda zaibatsu) était un zaibatsu financier formé autour de la banque Yasuda (安田銀行, Yasuda ginkō) fondée en 1876 par Yasuda Zenjirō.
La banque Yasuda est devenue Fuji Bank (en) en 1948, puis Mizuho Corporate Bank à la suite de sa fusion avec les banques Dai-Ichi Kangyo et Nippon Kōgyō pour former le Mizuho Financial Group.